# Brachycephalus pitanga
Espèce
Brachycephalus pitanga est une espèce d'amphibiens de la famille des Brachycephalidae.

## Répartition
Cette espèce est endémique de l'État de São Paulo au Brésil. Elle se rencontre à 920 m d'altitude à São Luiz do Paraitinga et à Ubatuba.

## Publication originale
- Alves, Sawaya, dos Reis & Haddad, 2009 : New species of Brachycephalus (Anura: Brachycephalidae) from the Atlantic rain forest in Sao Paulo State, southeastern Brazil. Journal of Herpetology, vol. 43, p. 212-219.